# Milano Rogoredo
Milano Rogoredo (włoski: Stazione di Milano Rogoredo) – stacja kolejowa w Mediolanie, jedna z największych w mieście.